# 沉默的姑娘
《沉默的姑娘》是1994年首映的香港電影。陳勳奇導演，袁詠儀、金城武、單立文、邵美琪主演。

## 演员
| 演员   | 角色   | 粵語配音 | 备注                                                                           |
| 袁詠儀 | 鄺美枝 | 沈小蘭   | 殯儀館化妝師 鄺美兒之姐 古柏奇之病人，因鄺美兒之死而誤會其為色魔而追殺其       |
| 金城武 | 古柏奇 | 陳永信   | 心理醫生 Maggie之表弟 鄺美枝之主診醫生，因鄺美兒之死而被其誤會為色魔而被其追殺 |
| 單立文 | Pal    | 陳欣     | 男妓，變態色魔 姦殺鄺美兒                                                      |
| 邵美琪 | Maggie | 陸惠玲   | 律師 古柏奇之表姐                                                              |
| 關寶慧 |        | 黃鳳英   | 女警 Maggie之好友                                                              |
| 區海倫 | 鄺美兒 |          | 弱智人士 鄺美枝之妹 被Pal擄上天台強姦後扔落樓致死                              |
| 余慕蓮 |        |          |                                                                                |
| 陳勳奇 | 義哥   | 朱子聰   | 客串 前幫派大佬 提供鄺美枝武器助其復仇                                         |

## 外部連結
- 開眼電影網上《沉默的姑娘》的資料（繁體中文）
- 香港影庫上《沉默的姑娘》的資料（繁體中文）
- 时光网上《沉默的姑娘》的資料（简体中文）
- 豆瓣电影上《沉默的姑娘》的資料 （简体中文）
- 爛番茄上《沉默的姑娘》的資料（英文）
- 互联网电影数据库（IMDb）上《沉默的姑娘》的资料（英文）